# Universidade de Maastricht

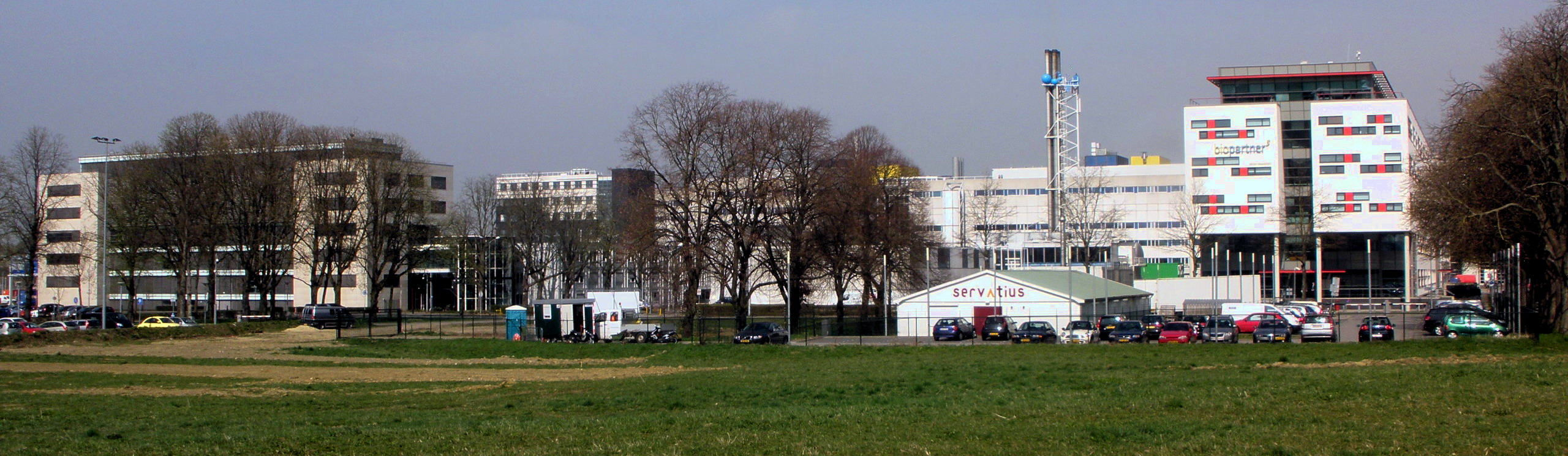
Campus Randwyck da Universidade de Maastricht

A Universidade de Maastricht (abreviatura corrente: UM) é uma universidade pública de pesquisa na cidade de Maastricht, nos Países Baixos. Fundada em 1976, é a segunda mais nova entre as treze universidades holandesas. 
Em 2020, a universidade registrou 21.085 alunos, 55% sendo estudantes internacionais. Cerca de metade dos programas de bacharel são oferecidos totalmente em inglês, enquanto a outra metade é oferecida totalmente ou parcialmente em holandes. A grande maioria dos programas de mestrado e doutorado são em inglês.
A Universidade de Maastricht é regularmente classificada como uma das principais universidades da Europa. Foi colocada entre as 300 Melhores Universidades do Mundo pelos cinco maiores rankings de classificação. Em 2016, conquistou a 88ª posição no Times Higher Education World Ranking (127ª posição em 2022) e 4ª posição entre as Melhores Universidades Novas do Mundo (9ª posição em 2022).

## História
A universidade foi oficialmente estabelicida em 1976. Diante da escassez de médicos, o Governo Holandês decidiu no final da década de 1960 que uma nova instituição pública de ensino superior era necessária para expandir as instalações de treinamento médico do país. Os líderes políticos da província de Limburgo, mais notavelmente Sjeng Tans, presidente do Partido Trabalhista e ex-membro do conselho provincial de Limburgo e do conselho da cidade de Maastricht, pressionaram para que a nova escola de medicina fosse estabelecida em Maastricht. Essa instituição acadêmica seria vital para sustentar a vida intelectual da cidade e, de toda a província. Além disso, alegou-se que a criação de uma universidade em Maastricht poderia contribuir para os esforços de reestruturação do governo nesta parte dos Países Baixos, que enfrentava desafios econômicos pelo colapso da indústria de mineração de carvão em Limburgo.
A recém-criada universidade optou por não aguardar o reconhecimento oficial, iniciando seu programa educacional em setembro de 1974, adotando uma abordagem inovadora à educação acadêmica na forma de Aprendizagem Baseada em Problemas (PBL). Cerca de 50 alunos se matricularam no primeiro ano letivo. No final de 1975, o Parlamento Holandês finalmente aprovou o estatuto necessário para que a instituição adquirisse fundos educacionais nacionais e pudesse conceder títulos acadêmicos.

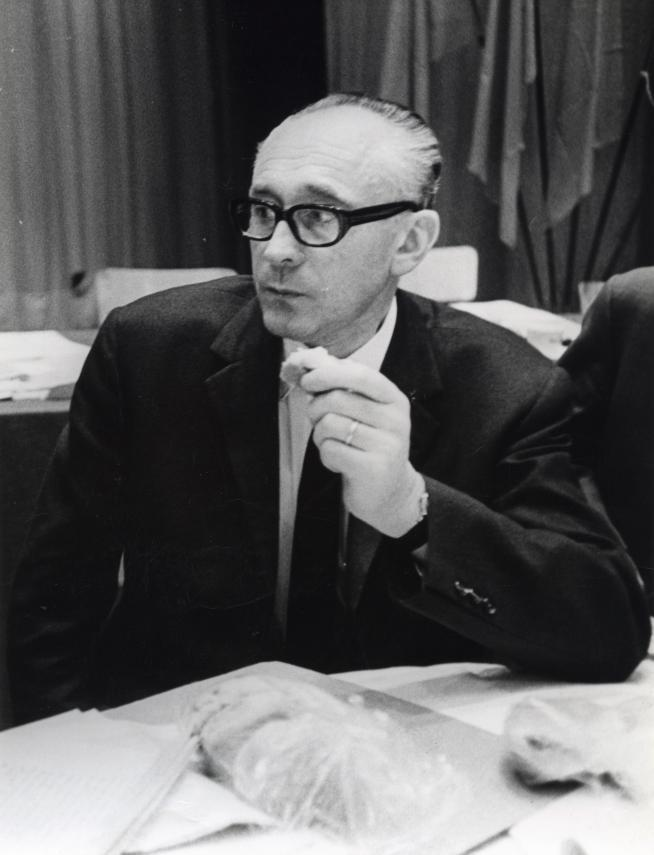
Sjeng Tans, fundador da Universidade de Maastricht

A nova universidade, chamada Rijksuniversiteit Limburg (Universidade Estadual de Limburg), foi oficialmente estabelecida em 9 de janeiro de 1976, quando a Rainha Juliana dos Países Baixos assinou a carta de fundação da universidade em uma cerimônia na Basílica de São Servácio. Sjeng Tans tornou-se o primeiro presidente da universidade.
Logo após sua criação, a Universidade ganhou apoio político para aumentar seu financiamento e expandir para outros campos acadêmicos. A Faculdade de Direito foi criada em 1981, seguida da Faculdade de Economia em 1984. Em 1994, foi criada a Faculdade de Artes e Cultura e um ano depois a Faculdade de Psicologia. A Faculdade de Humanidades e Ciências foi criada em 2005, contendo uma variedade de unidades organizacionais, como o Departamento de Engenharia do Conhecimento e a Escola de Governança de Maastricht. Juntamente com a Faculdade de Saúde, Medicina e Ciências da Vida (criada em 2007 como uma fusão entre a Faculdade de Ciências da Saúde e a Faculdade de Medicina), a Universidade de Maastricht possui atualmente seis faculdades.
A universidade foi renomeada Universiteit Maastricht em 1996 e adotou seu nome em inglês (Maastricht University) em 2008. Desde 2010, a Universidade de Maastricht é formada por seis faculdades que oferecem 19 cursos de Bacharelado, mais de 60 programas de Mestrado, além de programas de Ph.D.

## Campi
A Universidade de Maastricht está localizada em duas regiões de Maastricht. As Faculdades de Artes, Humanidades e Ciências Sociais estão localizados em vários edifícios históricos no centro da cidade, enquanto as de Psicologia, Medicina e as Ciências da Vida, e Engenharia do Conhecimento estão localizadas no moderno campus de Randwyck, nos arredores da cidade. 

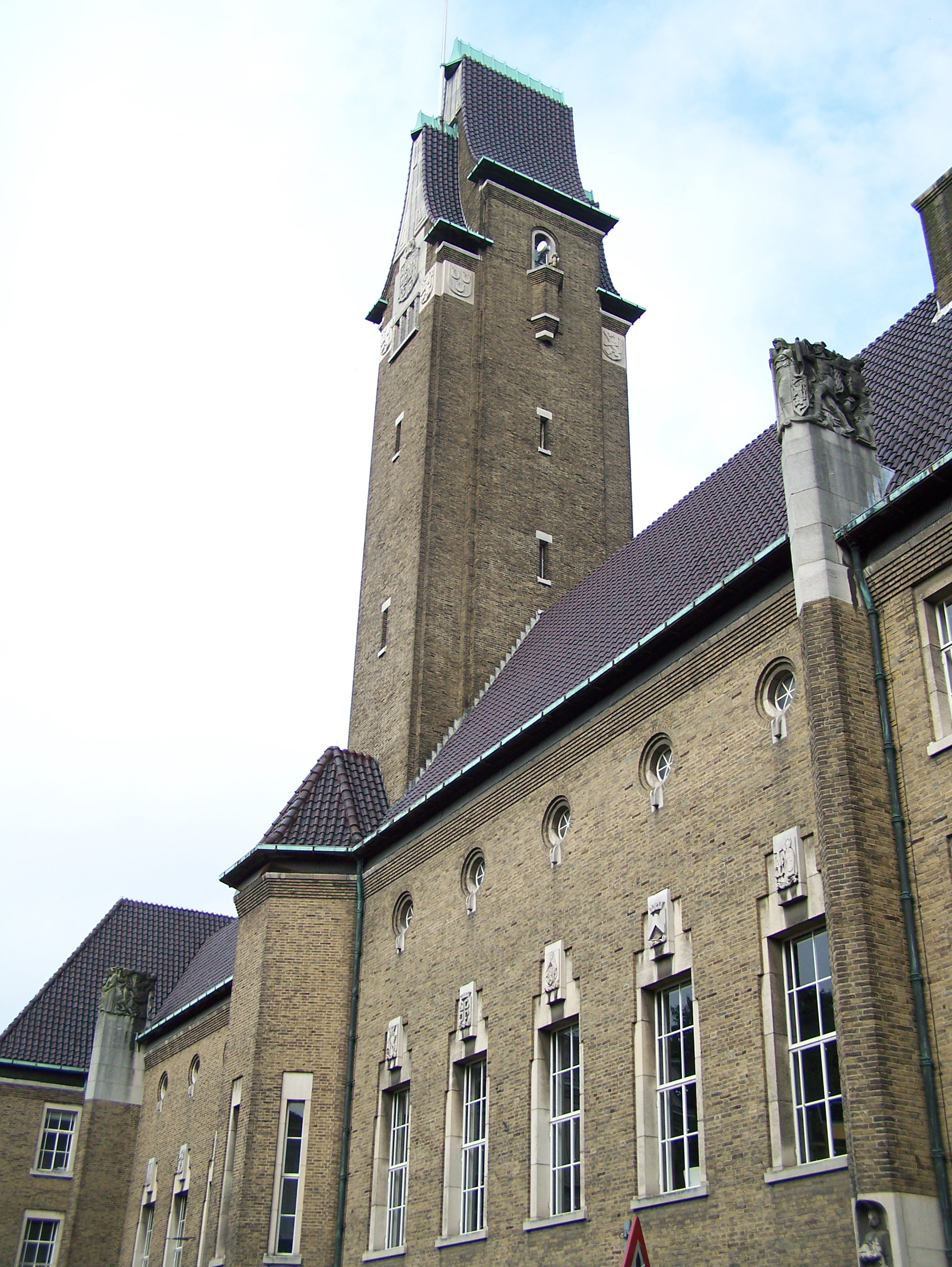
Faculdade de Direito
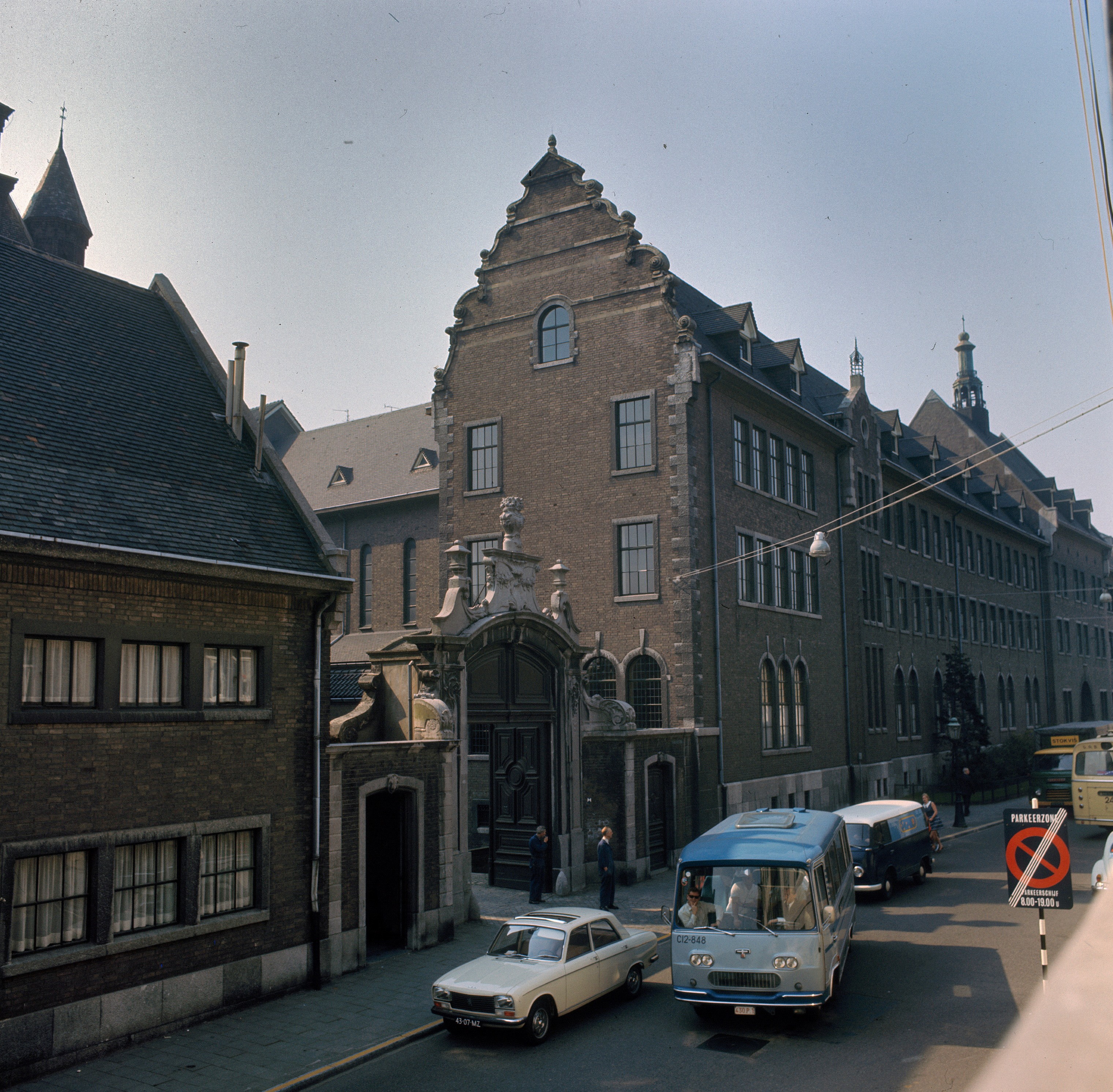
Escola de Negócios e Economia
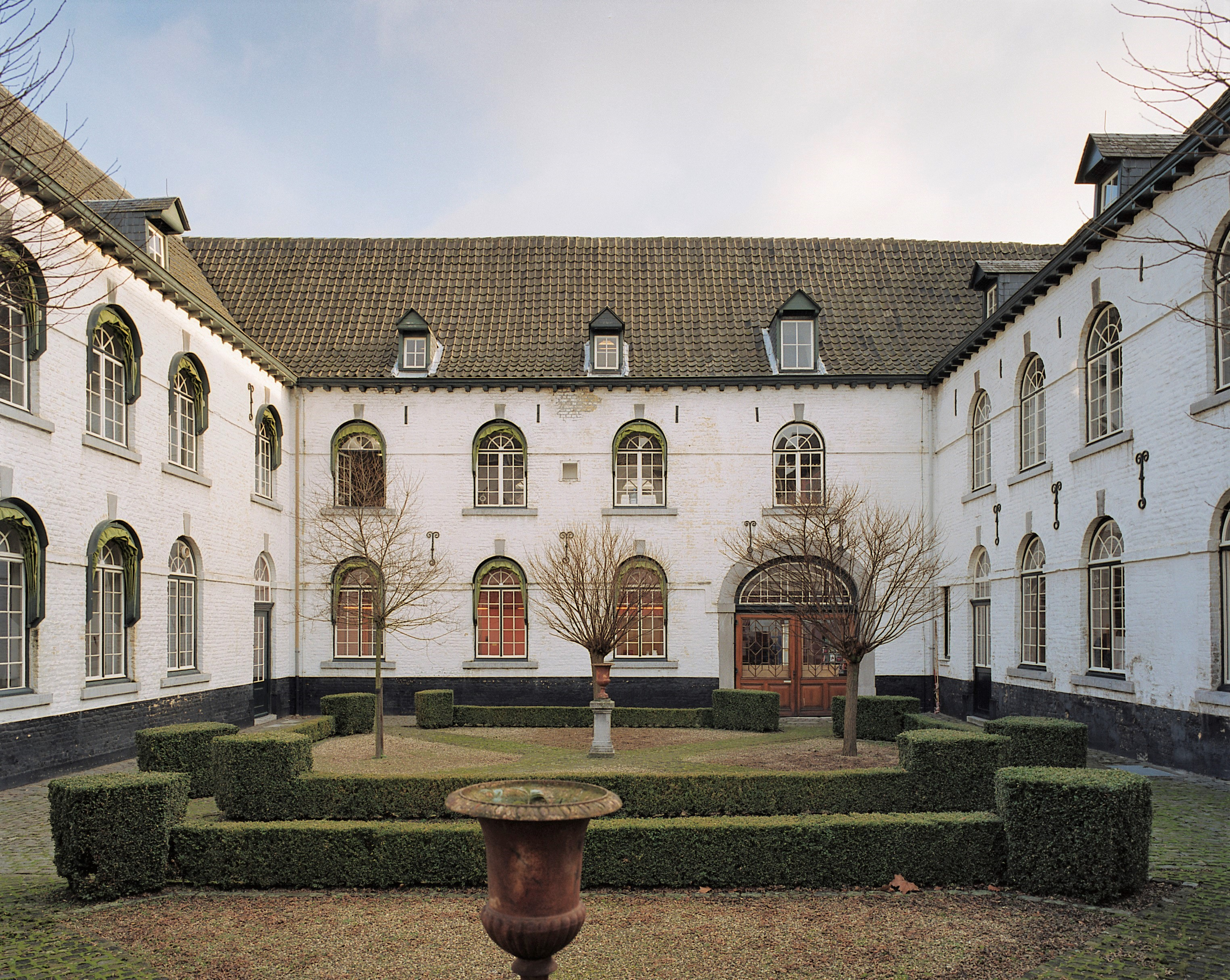
University College Maastricht
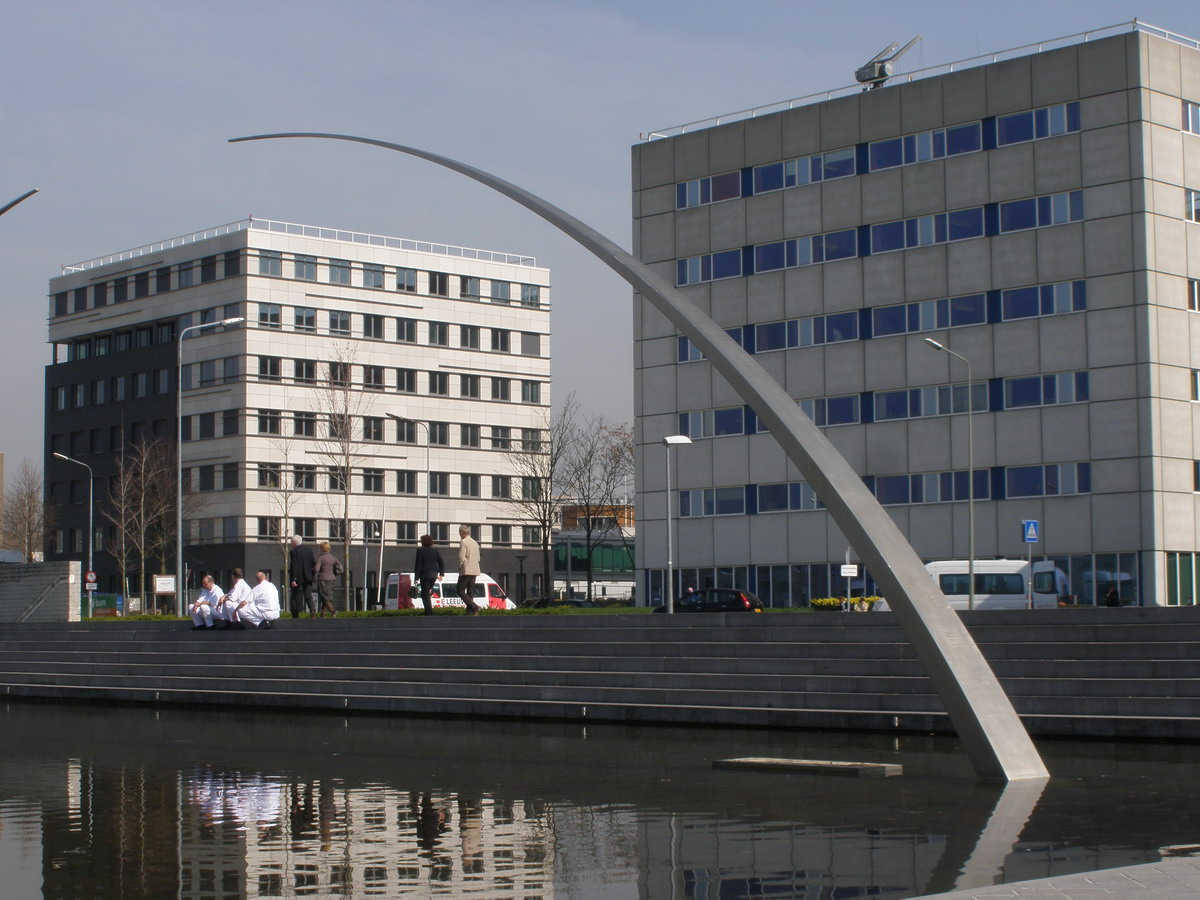
AZM Hospital Universitário

### Campus do Centro da Cidade
As Faculdades de Artes, Humanidades e Ciências Sociais estão localizadas no centro da cidade de Maastricht, a oeste do rio Meuse. A maioria dos prédios do centro da Universidade tem status de monumental oficial, dado que muitos destes edifícios se encontravam em situação de abandono no momento da sua aquisição. O desenvolvimento de um campus universitário urbano contribuiu para a preservação e animação do centro histórico da cidade de Maastricht.

### Campus Randwyck
O campus Randwyck foi desenvolvido a partir da década de 1970 e tornou-se o centro das atividades de psicologia, saúde, medicina e ciências da vida da universidade. Aqui, os planos para o Brightlands Maastricht Health Campus visam fortalecer o impacto científico e econômico de Randwyck. 
O principal ponto do campus de Randwyck é o hospital acadêmico (azM), que se mudou para cá de sua localização original na margem oeste do rio Meuse em 1992. Alguns dos prédios da universidade estão fisicamente conectados ao hospital, construído na década de 1990. A universidade e o AZM trabalham juntos no Maastricht University Medical Center+, fundado em 2008.
Em 2019, a UM comprou um bloco de escritórios existente em Paul-Henri Spaaklaan, que hoje é o Departamento de Engenharia do Conhecimento.

## Pontuações
A Universidade de Maastricht é considerada uma das 10 melhores novas universidades do mundo (com menos de 50 anos).
- Times Higher Education World University Rankings coloca  a universidade no lugar 98 do mundo (32 na Europa) em 2013.[12]
- QS World University Rankings coloca  a universidade no lugar 121 do mundo en 2013.[13]